# The dreams of men
The dreams of men is het tiende album van de Schotse muziekgroep Pallas. Het vorige album verkocht dermate goed bij InsideOut Music dat Pallas opnieuw daar aan de slag kon. Tevens bleek de samenstelling van de band aan weinig personeelswisselingen te lijden en Pallas kon dus voortborduren op hun toenmalige albums. Het album is opgenomen in 2004 in hun eigen geluidsstudio The Mill, Crathes, Aberdeenshire. De muziek op het album is steviger dan voorheen, een vergelijking met Arena diende zich aan. De synthesizerklanken doen sterk denken aan Tony Banks van ...And then there were three.... In Messiah een fragment van Land of Hope and Glory.

## Musici
- Alan Reed – zang
- Graeme Murray – basgitaar, zang
- Niall Matthewson – gitaar
- Ronnie Brown – toetsinstrumenten
- Colin Frazer – slagwerk

met
- Pandy Arthur – zang in The last angel
- Paul Anderson – viool in The bringer of dreams en Ghostdancers

## Muziek
| Nr. | Titel                                               | Duur  |
| --- | --------------------------------------------------- | ----- |
| 1.  | The bringer of dreams                               | 9:49  |
| 2.  | Warriors (over zelfmoordterrorist)                  | 7:14  |
| 3.  | Ghostdancers (over dromen van beter leven in de VS) | 7:31  |
| 4.  | Too close to the sun (over Icarus)                  | 11:34 |
| 5.  | Messiah                                             | 4:57  |
| 6.  | Northern star                                       | 4:00  |
| 7.  | Mr. Wolfe (over wolven en schapen)                  | 5:48  |
| 8.  | Invincible (over vermeende veiligheid in kuddes)    | 10:44 |
| 9.  | The last angel                                      | 11:28 |